# طب الرئة
طب الرئة أو طب الرئتين أو طب الصدرية (بالإنجليزية: Pulmonology)‏ هو الطب الذي يُعنى بدراسة أمراض وحالات الأمراض ذات العلاقة بالجهاز التنفسي.
طب الصدرية يعتبر فرع من فروع طب الباطنية، وهو أيضا مرتبط بطب العناية المركزة. طب الصدرية عادة مايضم علاج مرضى خاضعين لإجراءات الإنعاش الحيوي والتهوية الميكانيكية. أطباء الصدرية دربوا خصيصا للتعامل مع أمراض الصدر، بالتحديد ذات الرئة، الربو، مرض السل، داء الانسداد الرئوي المزمن، وأمراض الصدر المعدية المعقدة.

## أقسام الأمراض الصدرية
- أمراض الجهاز التنفسي الخلقية
- أمراض عدوي الجهاز التنفسي وتقسم الي أمراض الجهاز التنفسي العلوي وأمراض الجهاز التنفسي السفلي
- أمراض الربو والحساسية
- أورام الجهاز التنفسي
- أمراض الصناعة (التحجر الرئوي ومثيلاته)
- أمراض الجهاز التنفسي المرتبطة بالجهاز الدوري (القلب والأوعية)

## اختلافات في التسمية
في المملكة المتحدة، جزيرة أيرلندا، جنوب أفريقيا، وأستراليا فهم يطلقون على طبيب الصدرية ب"respiratory physician" بدلا من pulmonologist المستخدمة في الولايات المتحدة. وفي كندا فهم يطلقونه عليه باسم respirologis. أي جراحة في مجرى التنفس عادة ماتطبق من قبل مختصين في جراحة القلب والصدر، ولكن من الممكن تطبيق إجراءات بسيطة من قبل آباء الصدرية نفسهم. كما ذكر سابقا، طب الصدرية له علاقة شديدة بطب العناية المركزة عندما يحتاج المريض لتهوية ميكانيكة. وكنتجية لذلك، كثير من أطباء الصدرية مسموح لهم بممارسة طب العناية المركزة مع طب الصدرية. وهناك برامج تسمح للأطباء بأخذ زمالة في كل من طب الصدرية وطب العناية المركزة معا. 

## التشخيص
أطباء الصدرية يبدأون بعملية التشخيص مع مراجعة عامة تركز على:
- الأمراض الوراثية التي تؤثر على الرئة (التليف كيسي، عوز ألفا1 أنتيتريبسين)
- التعرض للذيفان (سجائر التوباكو، أسبست، غاز عادم، مناجم الفحم)
- العدوى (أنواع معينة من الطيور، صناعة شراب الشعير)
- مناعة ذاتية والتي قد تؤدي إلى حالات معينة (تليف رئوي، فرط ضغط الدم الرئوي)

التشخيص الجسدي مهم في هذا التخصص كأهميته في التخصصات الأخرى.
- فحص اليد للتحقق في علامات الزرقة أو تعجر الأصابع. أيضا فحص معدل التنفس وفحص الصدر.
- تحسس الغدد اللمفاوية في العنق، القصبة هوائية، وحركة القفص الصدري.
- القرع في مجال الرئة للتحقق من وجود بلادة أو مفرط الرنين
- التسمع بالسماعة الطبية للتحقق من وجود أصوات غير طبيعية مع التنفس
- التحقق من  كراكر أو غطائط مسموعة باستخدام السماعة الطبية

بسبب كثير من أمراض القلب قد تعطي علامات متعلقة بالجهاز التنفسي، ينبغي للطبيب بعمل فحص كامل للقلب.

## إجراءات
- إجراءات مختبرية للدم (تحليل الدم). بعض الأحيان غازات الدم الشرياني مطلوبة
- قياس التنفس
- فحص وظائف الرئة ومعاينته بعد استخدام موسع قصبي
- تنظير القصبات مع غسل القصبات والأسناخ
- أشعة سينية
- تصوير مقطعي محوسب (تصوير بالرنين المغناطيسي نادر الاستخدام)
- تصوير ومضير وطرق أخرى للطب نووي
- تصوير مقطعي بالإصدار البوزيتروني (خاصة مع سرطان الرئة)
- تخطيط النوم للتحقق من انقطاع النفس الانسدادي النومي

### العمليات الجراحية
العمليات الأساسية على القلب أو الرئتين تنفذ من قبل جراح الصدر.
أطباء الصدرية يقومون بعمليات مختصة لأخذ عينات من داخل الصدر أو من داخل الرئتين. يستخدمون أيضا تكنيكات اشعاعية لرؤية  الأوعية الدموية للرئتين والقلب للمساعدة في التشخيص.

## العلاجات والأدوية
الأدوية هي من أهم طرق العلاج لأمراض الصدر، إما عن طريق الاستنشاق (موسع قصبي وستيرويد) أو عن طريق البلع (مضاد حيوي، مضاد اللوكوترين). مثال شائع هو استخدام المنشقة لعلاج بعض حالات التهاب الرئتين كالربو أو داء الانسداد الرئوي المزمن. العلاج بالأكسجين يستخدم عادة للحالات الحرجة (داء الانسداد الرئوي المزمن والتليف الرئوي) إذا العلاج بالأوكسجين غير كاف قد يحتاج المريض استعمال التنفس صناعي.
```
 
```

إعادة تأهيل الرئتين قد عرفت على أنها خدمة مستمرة متعددة الأبعاد موجهة للمصابين بمرض في الصدر أو عائلاتهم، وعادة ما يعمل عليها فريق متكامل من المختصين، وهدفهم هو تحقيق والإبقاء على اعلى درجة من استقلالية وعمل الفرد في المجتمع. إعادة تأهيل الرئتين معدة لتوعية المريض وعائلته وتطوير جودة الحياة مآله. يعتمد إعادة التأهيل على الرياضة، التوعية، الدعم المعنوي، الأوكسجين، التنفس الصناعي الموسع، تحسين إزالة البلغم من مجرى التنفس. هذه الأهداف مناسبة لأي مريض مصاب بمرض في الرئة إما انخفاض في الأوكسجين أو مشكلة في التنفس. الفريق الطبي المسؤول عن إعادة تأهيل الرئتين يضم طبيب إعادة تأهيل، مختص في العلاج التنفسي، المعالج التنفسي، أخصائي العلاج الفيزيائي، أخصائي العلاج الوظيفي، أخصائي في الخدمة ااجتماعية، وطبيب نفسي.

## التعليم والتدريب
في الولايات المتحدة، أطباء الصدرية هم أطباء تخصصوا في طب الباطنية ثم أخذوا الزمالة في الصدرية

### طب الصدرية للأطفال
في الولايات المتحدة، أطباء الصدرية للأطفال هم أطباء تخصصوا في طب الأطفال ثم أخذوا الزمالة في الصدرية

## الأبحاث العلمية
أطباء الصدرية يشاركون في الأبحاث المتعلقة بالجهاز التنفسي سواء كانت إكلينيكية أو علمية، تتراوح من علم التشريح الرئوي إلى أكثر الأدوية تأثيرا في علاج فرط ضغط الدم الرئوي. أيضا تتمحور الأبحاث العلمية في إيجاد أسباب وإيجاد العلاجات لأمراض كالسل وسرطان الرئة

## المجلات العلمية لطب الصدرية
- American Association for Respiratory Care
- American College of Chest Physicians
- American Lung Association
- American Thoracic Society
- British Thoracic Society
- European Respiratory Society

## تاريخ طب الصدرية
واحدة من أهم الاكتشافات في مجال طب الصدرية كانت اكتشاف الدورة الدموية الصغرى. في الأصل كان في الاعتقاد أن الدم الذي يذهب إلى الجزء الأيمن من القلب ينتقل للجزء الأيسر عن طريق حاجز بين البطينين ليتم أكسدته كما نقل عن جالينوس، ولكن اكتشاف الدورة الدموية الصغرى يدحض نظرية جالينوس، والتي اعتمدت في القرن الثاني. ابن النفيس، عالم وظائف الأعضاء وعلم التشريح نظر وبدقة في أنه لا يوجد معبر مباشر بين الجزئين من القلب. فقد اعتقد أن الدم   يجب أن يعبر عبر الجذع الرئوي، ثم يعود للقلب ليتم ضخه لباقي الجسم.
على الرغم من أن طب الصدرية تم إيجاده في عام 1950 ميلادي، ويليام هنري ولتش وويليام أوسلر أوجدا أصل جمعية الصدر الأمريكية، الجمعية الوطنية للدراسة والوقاية من مرض السل. كانت العناية، العلاج، ودراسة مرض السل يتم التعامل معها عن طريق المختصين في طب السل. عندما بدأ التخصص في التطور، كانت هناك عدة اكتشافات والتي تربط بين بالجهاز التنفسي وغازات الدم الشرياني، مما جذب الكثير والكثير من الأطباء والباحثين لهذا التخصص.